# Talsperre Eume
Die Talsperre Eume (spanisch Presa de Eume) ist eine Talsperre mit Wasserkraftwerk in der Gemeinde A Capela, Provinz A Coruña, Spanien. Sie staut den Eume zu einem Stausee auf. Die Talsperre dient der Stromerzeugung. Mit ihrem Bau wurde 1955 begonnen; sie wurde 1960 fertiggestellt. Die Talsperre ist im Besitz von Endesa Generacion S.A. und wird auch von Endesa betrieben.

## Absperrbauwerk
Das Absperrbauwerk ist eine doppelt gekrümmte Bogenstaumauer aus Beton mit einer Höhe von 101 (bzw. 103) m über der Gründungssohle. Die Mauerkrone liegt auf einer Höhe von 315,64 (bzw. 321) m über dem Meeresspiegel. Die Länge der Mauerkrone beträgt 284 m. Das Volumen beträgt 225.000 m³.
Die Staumauer verfügt über eine Hochwasserentlastung, über die maximal 600 m³/s abgeleitet werden können. Das Bemessungshochwasser liegt bei 600 m³/s.

## Stausee
Beim normalen Stauziel von 312,71 (bzw. 318) m erstreckt sich der Stausee über eine Fläche von rund 4,25 km² und fasst 123 Mio. m³ Wasser; davon können 122 Mio. m³ genutzt werden. Der Stausee erstreckt sich über eine Länge von ca. 15 km.

## Kraftwerk
Die installierte Leistung des Kraftwerks beträgt 54 (bzw. 54,4 oder 55) MW. Die durchschnittliche Jahreserzeugung liegt bei 237,9 Mio. kWh. Die beiden Turbinen des Kraftwerks leisten jede maximal 27,2 MW. Die Fallhöhe beträgt 245 m. Der Durchfluss liegt bei 26,2 m³/s für beide Turbinen. Das Kraftwerk liegt etwa 3 km von der Talsperre entfernt auf der linken Flussseite.